# Kayden Troff
Kayden William Troff (Murray, 6 maggio 1998) è uno scacchista statunitense, Grande maestro.
Ottenne molti successi nei tornei giovanili. Nel 2010 vinse il campionato nordamericano under-12 e si classificò secondo nel campionato del mondo under-12 di Halkidiki, mezzo punto dietro al vincitore, il cinese Wei Yi. Nel 2012 vinse il campionato del mondo under-14 di Maribor, superando nello spareggio tecnico l'indiano Aravindh Chithambaram, che batté nell'ultimo turno.
In febbraio 2013 ottiene il titolo di Maestro Internazionale. In ottobre 2013 è pari primo con Oleksandr Ipatov nel torneo Spice Cup Open di Saint Louis nel Missouri. In marzo 2014 completa le tre norme necessarie per il titolo di Grande Maestro, e in maggio raggiunge i 2 500 punti Elo necessari per la convalida ufficiale.
In giugno 2014 ha vinto a Saint Louis con 7 su 9 il campionato giovanile (under-21) degli Stati Uniti (U.S. Closed Junior Championship). In agosto 2014 si è classificato 3º nel forte torneo "U.S. Masters", dietro ai GM Bartłomiej Macieja e Yaroslav Zherebukh.
Il suo rating FIDE di dicembre 2014 è di 2 541 punti Elo.